# Contea di Kiambu
La contea di Kiambu (in inglese: Kiambu County) è una contea del Kenya situata nell'ex Provincia Centrale.